# Wijnhuize
Wijnhuize is een gehucht in de Belgische gemeente Herzele, dat gelegen is op de grens van de deelgemeenten Steenhuize-Wijnhuize en Sint-Lievens-Esse.
Centraal in het dorpje staat de Onze-Lieve-Vrouw-van-Fatimakerk die werd opgericht in 1953, op het hoek van de Erwetegem- en de Armstraat. Het is geen zelfstandige parochie, wel een kapelanij sinds 1938 afhankelijk van de Onze-Lieve-Vrouw-Hemelvaartparochie in Steenhuize. Achter de kerk ligt de vrije basisschool waar men onderwijs kan volgen tot en met het 6de leerjaar (12 jaar). Tussen kerk en school bevindt zich het wijkzaaltje dat dienstdoet voor allerlei bijeenkomsten. Het werd gebouwd op de plaats waar na de Tweede Wereldoorlog de voorlopige kerk werd opgericht.

## Nabijgelegen kernen
Sint-Lievens-Esse, Steenhuize, Godveerdegem, Sint-Maria-Lierde